# روز تريمين
روز تريمين Rose Tremain (ولدت في 2 أغسطس 1943) هي كاتبة وروائية إنجليزية وكاتبة قصص قصيرة.
عملت مستشارة لجامعة إيست أنجليا، وحصلت على وسام الإمبراطورية البريطانية، وزمالة الأكاديمية الملكية للأدب.

## حياتها
ولدت باسم روزماري جين تومسون في الثاني من أغسطس 1943 في لندن. وجدها الأكبر من جهة الأب هو وليام تومسون، الذي كان كبير أساقفة يورك من عام 1862 إلى 1890. درست في كلية فرانسيس هولاند، وكروفتون غرينج، والسوربون (1961-1962) وجامعة إيست أنغليا والتي حصلت منها على درجة البكالوريوس في الأدب الإنجليزي.
وعملت في تلك الجامعة وحاضرت في الكتابة الإبداعية بين عامس 1988 إلى 1995، وعينت مستشارة في عام 2013.
تزوجت جون تريمين في 1971 وأنجبا طلفة واحدة هي إلينور التي ولدت عام 1972، والتي عملت ممثلة. ودام الزواج خمس سنوات. وزواجها الثاني كان من جوناثان دادلي في عام 1982 ودام تسع سنوات، وهي تعيش مع ريتشارد هولمز منذ عام 1992. وتقيم في نورفولك.

## كتاباتها
تأثرت بويليام غولدنغ مؤلف رواية أمير الذباب، والحائز على جائزة نوبل للأدب، وكذلك غابرييل غارثيا ماركيز وروايته مائة عام من العزلة وبأسلوبه في الواقعية السحرية.
تناولت رواياتها التاريخية موضوعات من زوايا غير مألوفة، مع التركيز على الغرباء المغمورين.

## جوائز
- 2017 – جائزة ريبالوف عن رواية سوناتة غوستاف
- 2017 – رشحت ضمن القائمة الطويلة لجائزة الأدب الروائي النسائي عن رواية سوناتة غوستاف.
- 2016 – رشحت للقائمة القصيرة لجائزة كوستا للكتاب (قسم الرواية) عن رواية سوناتة غوستاف
- 2016 – جائزة الكتاب اليهودي القومية عن رواية سوناتة غوستاف
- 2013 – رشحت للقائمة القصيرة لجائزة والتر سكوت للرواية الخيالية، عن رواية «ميريفيل: رجل عصره».
- 2012 – رشحت ضمن القائمة القصيرة لجائزة ويلكام تراست للكتاب عن رواية «ميريفيل: رجل عصره».
- 2008 – الجائزة البرتقالية، عن رواية «منزل الطريق».
- 1999 – جائزة ويتبريد، عن رواية «الموسيقى والصمت».
- 1994 - جائزة المرأة الأجنبية، عن رواية «بلد مقدس».
- 1992 – جائزة جيمس تيت بلاك التذكارية عن رواية «بلد مقدس».
- 1989 – رشحت ضمن القائمة القصيرة لجائزة بوكر عن رواية «ترميم».[9]
- 1989 – جائزة صانداي إكسبريس لكتاب العام عن رواية «ترميم».
- 1984 – جائزة جايلز كوبر عن مسرحية «ملجأ مؤقت».

## أعمالها

### روايات
- عيد ميلاد سادلر (1976)
- رسالة إلى الأخت بينيديكتا (1978)
- الدولاب (1981)
- رحلة إلى البركان (1985)
- موسم حمام السباحة (1985)
- ترميم (1989)
- بلد مقدس (1992)
- كيف وجدتها (1997)
- الموسيقى والصمت (1999)
- اللون (2003)
- منزل الطريق (2008)
- تجاوز (2010)
- ميريفيل: رجل عصره (2012)
- سوناتا غوستاف (2016)
- جزر الرحمة (2020)

### مجموعات قصص قصيرة
- ابنة الكولونيل (1983)
- حديقة فيلا موليني (1987)
- عاشق إيفانجليستا (1994)
- ظلام واليس سيمبسون (2006)
- العشيق الأمريكي (2014)

### كتب للأطفال
- رحلة إلى البركان (1985)

### مذكرات
- روزي: مشاهد من حياة زائلة (2018)

## روابط خارجية
- روز تريمين على موقع IMDb (الإنجليزية)
- روز تريمين على موقع الموسوعة البريطانية (الإنجليزية)
- روز تريمين على موقع ديسكوغز (الإنجليزية)
- روز تريمين على موقع قاعدة بيانات الفيلم (الإنجليزية)